# Prada A Tope
"Prada A Tope" es una marca y franquicia española, creada por José Luis Prada, empresario leonés. Esta marca es, además, el sobrenombre con el que se conoce popularmente al empresario.

## Historia
Natural de la localidad de Cacabelos, (León) España.
Empezó en la década de los 70 con una pequeña tienda en la localidad de Cacabelos que empezó siendo zapatería y terminó siendo un zoco y lugar de encuentro de gentes variopintas.
Fue uno de los primeros empresarios bercianos que decidió comercializar industrialmente, pero sin perder la elaboración artesanal, los productos de su comarca.
Posteriormente amplió su negocio con la construcción de una casa de comidas llamada la Moncloa. Aunque desde el 2001 La Moncloa ya no pertenece ni a José Luis Prada ni al grupo "Prada a Tope" sí que sigue existiendo como casa de comidas y desde el 2005 también como un pequeño hotel que ha pasado a llamarse la Moncloa de San Lázaro. Con el tiempo la marca extendió su negocio convirtiéndolo en una franquicia con sucursales en varias ciudades de España (Madrid, Valladolid, Vigo (Pontevedra), Santander Cantabria, Treceño-Valdáliga (Cantabria),...).
Su última empresa es el Palacio de Canedo, un antiguo caserón rehabilitado y convertido en tienda de alimentos y otros productos autóctonos (chocolates, jabones, artesanía, conservas...), restaurante, hotel y lo más conocido actualmente: sus bodegas y viñas de las que obtiene sus vinos D.O., destilados (orujos y aguardientes) y cavas, experimentando con nuevos productos.
José Luis Prada también ha sido alcalde de Cacabelos en dos ocasiones (una al principio de la democracia que terminó con una fuerte polémica y otra recientemente, en 1999
siendo candidato por el PP) y concejal en 2003, actualmente está retirado de la política activa. Fue presidente del Consejo Regulador de la D.O. Bierzo en sus comienzos. Ha recibido multitud de premios y reconocimientos, entre otros, el de leonés del año 2009.
Ha creado la Fundación Prada a Tope que entre otras funciones realiza diversos actos, como la entrega de los premios Castaña de Oro y Palacio de Canedo.